# 丸尾祐資
丸尾 祐資（まるお ゆうすけ、2000年10月25日 - ）は、ジャパンラグビーリーグワンNECグリーンロケッツ東葛に所属するラグビー選手。

## プロフィール
- 兵庫県出身[1]。
- ポジションはスクラムハーフ(SH)。
- 身長 170 cm、体重 75 kg
- U17日本代表に選ばれたことがある[2]。

## 略歴
6歳からラグビーを始めた。
2019年、報徳学園高校卒業後、明治大学に入る。なお報徳学園高校時代、副将を務めて、高校日本代表候補に選ばれたことがある。　
2023年1月、アーリーエントリーでNECグリーンロケッツ東葛に加入。同年3月、明治大学卒業。同年12月23日に行われたJAPAN RUGBY LEAGUE ONE第3節九州電力キューデンヴォルテクス戦にて途中出場でリーグワン公式戦初出場を果たした。